# Gerald Giraldo
Gerald Nicolas Giraldo Villa, né le 21 mars 1989 à Armenia, est un athlète colombien, spécialiste du demi-fond et du steeple.

## Carrière
Il détient le record national du 3 000 m steeple.

### Palmarès
| Date | Compétition                              | Lieu                 | Résultat | Épreuve         | Performance    |
| ---- | ---------------------------------------- | -------------------- | -------- | --------------- | -------------- |
| 2011 | Championnats d'Amérique du Sud           | Buenos Aires         | 6e       | 3 000 m steeple | 8 min 44 s 48  |
| 2013 | Championnats d'Amérique du Sud           | Carthagène des Indes | 4e       | 3 000 m steeple | 8 min 45 s 14  |
| 2014 | Jeux d'Amérique centrale et des Caraïbes | Xalapa               | 4e       | 3 000 m steeple | 8 min 56 s 59  |
| 2015 | Championnats d'Amérique du Sud           | Lima                 | 1er      | 3 000 m steeple | 8 min 29 s 53  |
| 2015 | Championnats d'Amérique du Sud           | Lima                 | 3e       | 1 500 m         | 3 min 42 s 38  |
| 2017 | Championnats d'Amérique du Sud           | Luque                | 2e       | 3 000 m steeple | 8 min 51 s 59  |
| 2018 | Jeux d'Amérique centrale et des Caraïbes | Barranquilla         | 1er      | 3 000 m steeple | 8 min 44 s 51  |
| 2019 | Championnats d'Amérique du Sud           | Lima                 | 3e       | 3 000 m steeple | 8 min 41 s 48  |
| 2019 | Championnats d'Amérique du Sud           | Lima                 | 3e       | 5 000 m         | 13 min 54 s 51 |

### Records
| Épreuve         | Performance         | Lieu      | Date             |
| --------------- | ------------------- | --------- | ---------------- |
| 1 500 mètres    | 3 min 42 s 38 (NR)  | Lima      | 13 juin 2015     |
| 5 000 mètres    | 13 min 21 s 31 (NR) | Palo Alto | 2 mai 2019       |
| 3 000 m steeple | 8 min 28 s 6 (NR)   | Trujillo  | 29 novembre 2013 |